# (367943) 2012 DA14
2012 DA14 este un asteroid din apropierea Pământului cu un diametru estimat de aproximativ 50 m și o masă estimată de circa 180.000 tone. A fost descoperit în 23 februarie 2012 de către observatorul OAM din La Sagra, Spania (J75) la șapte zile după trecerea în 16 februarie 2012 pe lângă Pământ la o distanță de 0,0174 AU (2.600.000 km). Calculele arată că în 15 februarie 2013, distanța dintre asteroid și centrul Pământului a fost de 0,000228 AU (34.100 km). Asteroidul s-a aflat la 27.700 km deasupra scoarței terestre. Trecerea din 2013 a asteroidului 2012 DA14 pe lângă Pământ este o apropiere record pentru un obiect de această mărime.

## Trecerea din 2013

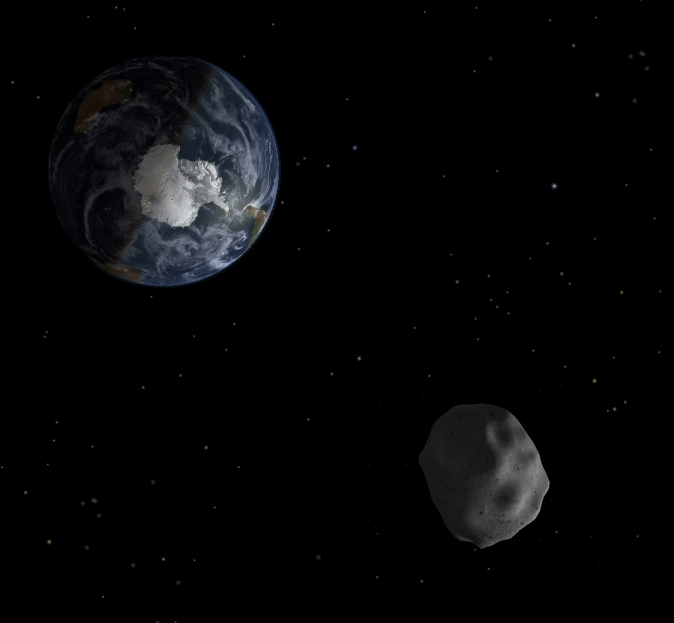
Imagine artistică a asteroidului trecând pe lângă Pământ în data de 15 februarie 2013

Pe 9 ianuarie 2013, asteroidul a fost reperat de Observatorul Las Campanas (304), iar perioada de observare a crescut de la 79 de zile la 321 de zile. Se cunoaștea faptul că în 15 februarie 2013, la 19:25 UT, asteroidul va trece la o distanță de 0,000228 AU (34.100 km) față de centrul Pământului, cu o zonă de incertitudine de aproximativ 0,000001 AU (150 km). Acest lucru înseamnă că asteroidul s-a aflat la circa 27.700 km deasupra suprafeței Terrei. Asteroidul a trecut mai aproape decât sateliții cu orbită gostaționară, însă nu a fost vizibil cu ochiul liber, ajungând pentru scurt timp la o magnitudine aparentă maximă de 7,2. Cel mai bun loc pentru observarea momentului apropierii maxime a fost Indonezia. De asemenea, Europa de Est, Asia și Australia au beneficiat de o amplasare bună pentru a putea vedea asteroidul în jurul perioadei de maximă apropiere. Goldstone va observa asteroidul 2012 DA14 din 16 februarie până în 20 februarie.
Această apropiere din 2013 față de Pământ a redus perioada orbitală a asteroidului 2012 DA14 de la 368 de zile la 317 zile. Apropierea de Terra a perturbat asteroidul, trecând astfel din clasa Apollo în clasa Aten de asteroizi din apropierea Pământului. Următoarea trecere notabilă pe lângă Terra va avea loc în 15 februarie 2046, când asteroidul se va afla la nu mai puțin de 0,01 AU (1.500.000 km) față de centrul Pământului.

## Pericole
S-a calculat că asteroidul nu va lovi Pământul în data de 15 februarie 2013. Totuși va exista un risc cumulativ de 0,00064% (1 la 156.000) ca asteroidul 2012 DA14 să intre în coliziune cu Terra undeva între anii 2080 și 2112.
Pe scara Palermo este evaluat la un nivel scăzut de −5,08, ceea ce înseamnă că riscul este de cel puțin 100.000 de ori mai mic decât riscul estimat ca un alt asteroid de dimensiuni similare să lovească Pământul în aceeași perioadă de timp. (Se estimează că există peste un milion de asteroizi în apropierea Pământului cu dimensiuni mai mici de 100 de metri.) Pe scara Torino este evaluat la nivelul 0 (niciun pericol).
În posibilitatea în care ar fi lovit Pământul se estimează că asteroidul ar fi intrat în atmosfera terestră cu o viteză de 12,7 km/s, având o energie cinetică de 3,4 megatone de TNT, și ar fi produs o explozie echivalentă a 2,9 megatone de TNT la o altitudine de aproximativ 8,5 km. Fenomenul Tunguska a fost estimat la 3−20 de megatone. Este de așteptat ca asteroizii cu diametrul de aproximativ 50 de metri să intre în coliziune cu Pământul odată la circa 1200 de ani. Un asemenea impact ar putea distruge un oraș întreg.

### Evaluări mai vechi
În 2012 se estima un risc cumulativ de 0,033% (1 la 3.030) ca asteroidul 2012 DA14 să ciocnească Pământul undeva între 2026 și 2069. De asemenea, în 2012 se cunoștea faptul că, în timpul trecerii din 2013, asteroidul nu se va apropia de suprafața Pământului la o distanță mai mică de 3,2 raze terestre.